# Grand Prix Formule 1 van Frankrijk 1964
De Grand Prix Formule 1 van Frankrijk 1964 werd gehouden op 28 juni op het circuit van Rouen-les-Essarts in Orival. Het was de vierde race van het seizoen.

## Uitslag
| Pos. | Nr. | Coureur             | Constructeur   | Rondes | Tijd / Oorzaak uitval | Grid | Punten |
| ---- | --- | ------------------- | -------------- | ------ | --------------------- | ---- | ------ |
| 1    | 22  | Dan Gurney          | Brabham-Climax | 57     | 2:07:49.1             | 2    | 9      |
| 2    | 8   | Graham Hill         | BRM            | 57     | + 24.1                | 6    | 6      |
| 3    | 20  | Jack Brabham        | Brabham-Climax | 57     | + 24.9                | 5    | 4      |
| 4    | 4   | Peter Arundell      | Lotus-Climax   | 57     | + 1:10.6              | 4    | 3      |
| 5    | 10  | Richie Ginther      | BRM            | 57     | + 2:12.1              | 9    | 2      |
| 6    | 12  | Bruce McLaren       | Cooper-Climax  | 56     | + 1 Ronde             | 7    | 1      |
| 7    | 14  | Phil Hill           | Cooper-Climax  | 56     | + 1 Ronde             | 10   |        |
| 8    | 36  | Mike Hailwood       | Lotus-BRM      | 56     | + 1 Ronde             | 13   |        |
| 9    | 26  | Lorenzo Bandini     | Ferrari        | 55     | + 2 Rondes            | 8    |        |
| 10   | 34  | Chris Amon          | Lotus-BRM      | 53     | + 4 Rondes            | 14   |        |
| 11   | 28  | Maurice Trintignant | BRM            | 52     | + 5 Rondes            | 16   |        |
| 12   | 32  | Bob Anderson        | Brabham-Climax | 50     | + 7 Rondes            | 15   |        |
| NF   | 16  | Innes Ireland       | BRP-BRM        | 32     | Ongeluk               | 11   |        |
| NF   | 2   | Jim Clark           | Lotus-Climax   | 31     | Motor                 | 1    |        |
| NF   | 24  | John Surtees        | Ferrari        | 6      | Motor                 | 3    |        |
| NF   | 18  | Trevor Taylor       | BRP-BRM        | 6      | Ongeluk               | 12   |        |
| NF   | 30  | Jo Siffert          | Brabham-BRM    | 4      | Koppeling             | 17   |        |

## Statistieken
| Pole-position | Jim Clark    | Lotus-Climax   | 2:09.6 |
| Snelste ronde | Jack Brabham | Brabham-Climax | 2:11.4 |

1906 · 1907 · 1908 · 1912 · 1913 · 1914 · 1921 · 1922 · 1923 · 1924 · 1925 · 1926 · 1927 · 1928 · 1929 · 1930 · 1931 · 1932 · 1933 · 1934 · 1935 · 1936 · 1937 · 1938 · 1939 · 1947 · 1948 · 1949 · 1950 · 1951 · 1952 · 1953 · 1954 · 1956 · 1957 · 1958 · 1959 · 1960 · 1961 · 1962 · 1963 · 1964 · 1965 · 1966 · 1967 · 1968 · 1969 · 1970 · 1971 · 1972 · 1973 · 1974 · 1975 · 1976 · 1977 · 1978 · 1979 · 1980 · 1981 · 1982 · 1983 · 1984 · 1985 · 1986 · 1987 · 1988 · 1989 · 1990 · 1991 · 1992 · 1993 · 1994 · 1995 · 1996 · 1997 · 1998 · 1999 · 2000 · 2001 · 2002 · 2003 · 2004 · 2005 · 2006 · 2007 · 2008 · 2018 · 2019 · 2021 · 2022